# آفریقای خاوری آلمان
آفریقای خاوری آلمان (به آلمانی: Deutsch-Ostafrika) نام مستعمرهٔ پیشین امپراتوری آلمان در شرق آفریقا بود که دربرگیرندهٔ خاک کشورهای کنونی بوروندی، تانزانیا و رواندا می‌گردید. مساحت این سرزمین ۹۹۴٬۹۹۶ کیلومتر مربع بود.
آفریقای خاوری در دهه ۱۸۸۰ میلادی ضمیمهٔ خاک آلمان شد و با شکست این کشور در جنگ جهانی اول از آلمان جداشد و میان دو کشور بلژیک و بریتانیا تقسیم‌گشت.
تشکیل این مستعمره به بنیادگذاری سکونت‌گاهی آلمانی توسط کارل پترس در حدود دولت زنگبار شد. هنگامی که سلطان زنگبار مدعی حکومت بر سرزمین‌های مستعمره‌شده به دست آلمانی‌ها شد، اتو فن بیسمارک-صدراعظم آلمان- پنج کشتی جنگی برای دفع او فرستاد، نتیجه آنکه سرانجام آلمان و بریتانیا به تفاهم رسیدن تا سرزمین‌های مورد بحث را میان خود بخش کنند و سلطان زنگبار هم راهی جز پذیرش پیمان ایشان نداشت.
آفریقای خاوری روی هم‌رفته برای امپراتوری آلمان سوددهی نداشت و دولت مرکزی در برلین ناچار بود کمک‌هزینه‌هایی نیز بدین مستعمره پرداخت‌کند.